# Donji Vukšinac
Donji Vukšinac is een plaats in de gemeente Dubrava in de Kroatische provincie Zagreb. De plaats telt 103 inwoners (2001).